# Овінгс (Меріленд)
Овінгс (англ. Owings) — переписна місцевість (CDP) в США, в окрузі Калверт штату Меріленд. Населення — 2141 особа (2020).

## Географія
Овінгс розташований за координатами 38°42′45″ пн. ш. 76°36′11″ зх. д. / 38.71250° пн. ш. 76.60306° зх. д. (38.712573, -76.603045).  За даними Бюро перепису населення США в 2010 році переписна місцевість мала площу 10,23 км², з яких 10,20 км² — суходіл та 0,03 км² — водойми.

## Демографія
Згідно з переписом 2010 року, у переписній місцевості мешкало 2149 осіб у 666 домогосподарствах у складі 571 родини. Густота населення становила 210 осіб/км².  Було 679 помешкань (66/км²).
Расовий склад населення:
| - 87,8 % — білих - 7,7 % — чорних або афроамериканців - 1,4 % — азіатів - 0,1 % — корінних американців |

До двох чи більше рас належало 2,6 %. Частка іспаномовних становила 2,2 % від усіх жителів.
За віковим діапазоном населення розподілялося таким чином: 31,0 % — особи молодші 18 років, 60,9 % — особи у віці 18—64 років, 8,1 % — особи у віці 65 років та старші. Медіана віку мешканця становила 39,7 року. На 100 осіб жіночої статі у переписній місцевості припадало 95,9 чоловіків;  на 100 жінок у віці від 18 років та старших — 93,6 чоловіків також старших 18 років.
Середній дохід на одне домашнє господарство  становив 134 604 долари США (медіана — 125 313), а середній дохід на одну сім'ю — 146 679 доларів (медіана — 138 971). Медіана доходів становила 81 595 доларів для чоловіків та 65 556 доларів для жінок. За межею бідності перебувало 1,9 % осіб, у тому числі 0,0 % дітей у віці до 18 років та 5,2 % осіб у віці 65 років та старших.
Цивільне працевлаштоване населення становило 1306 осіб. Основні галузі зайнятості: науковці, спеціалісти, менеджери — 21,6 %, будівництво — 14,1 %, освіта, охорона здоров'я та соціальна допомога — 13,2 %.